# Agua Marina
Agua Marina (dt. Meerwasser) ist eine peruanische Musikgruppe aus Sechura (Piura), die Cumbia Andina bzw. Chicha macht.

## Geschichte
Ihren Beginn hatte „Agua Marina“ im Jahre 1975, als Mitglieder der schon immer sehr musikalisch geprägten Familie Quiroga Querevalú begannen, eine Musikgruppe zu gründen. Die Familie Quiroga Querevalú war traditionell eine Fischerfamilie, bei der Gründung der Musikgruppe beschloss man aber gemeinsam, die beiden familieneigenen Fischerboote zu verkaufen, um von dem Geld Musikanlagen und Instrumente zu kaufen.
Am 30. August 1976 hatte die Gruppe ihr erstes großes Konzert in Sechura.
Die ersten großen Hits waren Cumbia y Yo (dt. „Cumbia und ich“) und Sirena del Amor. Seitdem findet man fast ununterbrochen CDs von Agua Marina in der Liste der meistverkauften Platten in Peru.

## Diskografie
- Sirena de amor (1976)
- Siempre presentes (Doppelalbum)
- ORIGINAL
- La nueva era
- Colección de oro
- Así es el amor (dt. So ist die Liebe)
- 25 Años Bodas de plata (2001, dt. 25 Jahre, Silberhochzeit)